# A Árvore dos Sexos
A Árvore dos Sexos é um filme brasileiro de 1977, do gênero comédia erótica (pornochanchada), dirigido por Sílvio de Abreu e distribuição da Cinedistri. Entre os autores do roteiro está o crítico de cinema Rubens Ewald Filho, que faz uma participação como locutor de televisão. Foi filmado em locação em São José do Barreiro.

## Sinopse
Na pequena cidade do interior paulista chamada Bondomil, é descoberta uma árvore cujos frutos fazem as mulheres engravidar e que causa mistério e muita polêmica.

## Elenco
- Nádia Lippi .... Angélica, filha do prefeito
- Ney Santanna .... Rodrigo / Barão de Bondomil
- Felipe Carone...Comendador Silveira, prefeito
- Yolanda Cardoso...Dona Teodora, esposa do prefeito
- Marivalda...Dona Santinha, esposa do delegado
- Maria Lúcia Dahl...Ruth, a professora
- Sônia Mamede...Natália, esposa do boticário
- Gracinda Freire...Dona Auxiliadora
- Maria Rosa...Cida
- Antônio Petrin...Delegado Anacleto
- Paulo Hesse .... Pacheco, o boticário
- Virgínia Lane...Lara De Los Rios, dona do bordel (participação especial)
- Angelo Antônio...Caneda, dono do bar
- Líbero Rípoli...padre
- Kadu Moliterno...rapaz da escola (creditado como Carlos Eduardo)
- Viana Junior...Ambrósio, chefe dos correios
- Nieta Junqueira...Dona Constância
- Stela Freitas...Josefina,filha de Ambrósio
- Mary Penteado...Dona Felícia
- José Goldberg
- Rubens Ewald Filho...locutor de televisão (não creditado)